# Trinity in Black
Trinity in Black – pierwszy kompilacyjny box set power metalowego zespołu Powerwolf. Składał się z trzech albumów: Return in Bloodred, Lupus Dei i Bible of the Beast na czarnych płytach winylowych i 10-celowe EP (EP in Bloodred) na czerwonym winylu. Wyprodukowano tylko 500 sztuk box setu.

## Lista utworów

### LP 1 (Return in Bloodred)
1. „Mr. Sinister” - 04:39
2. „We Came to Take Your Souls” - 04:01
3. „Kiss of the Cobra King” - 04:32
4. „Black Mass Hysteria” - 04:12
5. „Demons & Diamonds” - 03:39
6. „Montecore” - 05:19
7. „The Evil Made Me Do It” - 03:39
8. „Lucifer in Starlight” - 04:50
9. „Son of the Morning Star” - 05:12

### LP 2 (Lupus Dei)
1. „Lupus Daemonis (Intro)” – 1:17
2. „We Take it from the Living” – 4:04
3. „Prayer in the Dark" – 4:20
4. „Saturday Satan" – 5:18
5. „In Blood We Trust” – 3:03
6. „Behind the Leathermask” – 4:35
7. „Vampires Don't Die” – 3:09
8. „When the Moon Shines Red” – 4:25
9. „Mother Mary is a Bird of Prey” – 3:16
10. „Tiger of Sabrod” – 3:53
11. „Lupus Dei” – 6:08

### LP 3 (Bible of the Beast)
1. „Opening: Prelude to Purgatory” – 1:13
2. „Raise Your Fist, Evangelist” – 4:00
3. „Moscow After Dark” –	03:15
4. „Panic in the Pentagram” – 5:15
5. „Catholic in the Morning... Satanist at Night” – 3:58
6. „Seven Deadly Saints” – 3:36
7. „Werewolves of Armenia” – 3:55
8. „We Take the Church by Storm” – 3:55
9. „Resurrection by Erection” – 3:51
10. „St. Satan's Day” – 4:31
11. „Wolves Against the World” – 6:05

### EP in Bloodred
1. „Testament In Black”
2. „Riding The Storm” (cover Running Wild)
3. „Midnight Messiah”
4. „March of the Saint” (cover Armored Saint)

## Wykonawcy
- Charles Greywolf – gitara basowa
- Stéfane Funèbre – perkusja
- Attila Dorn – wokal
- Falk Maria Schlegel – keyboard
- Matthew Greywolf – gitara